# Heinrich Weber
Heinrich Martin Weber, född 5 mars 1842 i Heidelberg, död 17 maj 1913 i Strassburg, var en tysk matematiker.
Weber blev filosofie doktor i Heidelberg 1863, professor i matematik 1870 i Zürich, 1875 i Königsberg, 1883 i Berlin, 1884 i Marburg, 1893 i Göttingen och 1895 i Strassburg. Han skrev arbeten av stort värde över partiella differentialekvationer och deras användning i den matematiska fysiken (tidskriften "Mathematische Annalen" öppnades 1869 med ett av hans hithörande arbeten), konform avbildning, abelska integraler och funktioner, algebraiska och talteoretiska problem, till exempel sådana ur Galoisteori och idealteorin, sambandet mellan elliptiska funktioner med talteori och algebra m.m.
Weber utmärkte sig även som läroboksförfattare: Die partiellen Differentialgleichungen der mathematischen Physik (två band, 1900–01; I, sjätte upplagan 1919, II, femte upplagan 1912), ursprungligen bearbetning av Bernhard Riemanns föreläsningar över nämnda ämne, Lehrbuch der Algebra (1895-96; andra upplagan: band I, 1898, ny tryckning 1912, band II, 1899, band III, 1908), Kleines Lehrbuch der Algebra (1912); tillsammans med J. Wellstein utgav han "Encyklopädie der Elementar-Mathematik" (tre band, 1903-07 ; band I, tredje upplagan 1909; band II, tredje upplagan 1915, band III, l, andra upplagan 1910, band III, 2, andra upplagan 1912).
Weber blev ledamot av Vetenskapssocieteten i Uppsala 1898 och av svenska Vetenskapsakademien 1902.